# Quần đảo Ogasawara
Quần đảo Ogasawara (tiếng Nhật: 小笠原諸島 Ogasawara Shotō) còn được gọi là Quần đảo Bonin là một quần đảo của Nhật Bản ở Thái Bình Dương, cách Tokyo chừng 1000 km về phía Nam. Về mặt hành chính, toàn bộ quần đảo được xếp là một đơn vị hành chính trực thuộc Tokyo. Quần đảo mang tên người đã phát hiện ra chúng, Ogasawara Sadayori.
Quần đảo này có tổng diện tích mặt đất là 104 km². Nó được chia ra làm bảy nhóm đảo với khoảng 30 hòn đảo. Từ đất liền Nhật Bản ra quần đảo này chính thức chỉ có đường hàng hải. Xa xưa, đảo này vốn không có người ở, nên còn được gọi là "vô nhân đảo" mà tiếng Nhật thời kỳ Edo là buninshima hoặc buninjima rồi từ đó có tên tiếng Anh là Bonin Islands. Hiện nay, trong 30 đảo thì chỉ có bốn đảo là Chichijima, Hahajima, Iwojima và Minamitorishima có người ở, song hai đảo sau thực chất chỉ có các đơn vị quân đội, biên phòng biển, cơ quan khí tượng.
Mặc dù quần đảo được Ogasawara phát hiện ra từ năm 1592, song đến năm 1675 thì Mạc phủ Tokugawa mới tuyên bố nó thuộc chủ quyền của Nhật Bản. Sau khi người phương Tây xâm nhập các đảo ở đây, và năm 1830 một người Mỹ là Nathaniel Savory lấy Chichijima làm thuộc địa thì năm 1862 chính quyền Nhật Bản mới tái khẳng định chủ quyền của họ.
Trong chiến tranh thế giới thứ hai, nơi đây đã xảy ra những trận đánh ác liệt. Trận Iwo Jima nổi tiếng khốc liệt diễn ra khi hải quân Mỹ đổ bộ lên chiếm đảo Iwojima và gặp phải sự kháng cự mãnh liệt của quân Nhật đồn trú ở đây.
Dân cư của quần đảo này ngày nay là con cháu của những người phương Tây đến đây từ giữa thế kỳ 19, những người Nhật từ quần đảo Hawaii của Mỹ chuyển về đây và những người Nhật từ trong đất liền ra, Ngày nay họ đều dùng tiếng Nhật.

## Hình ảnh

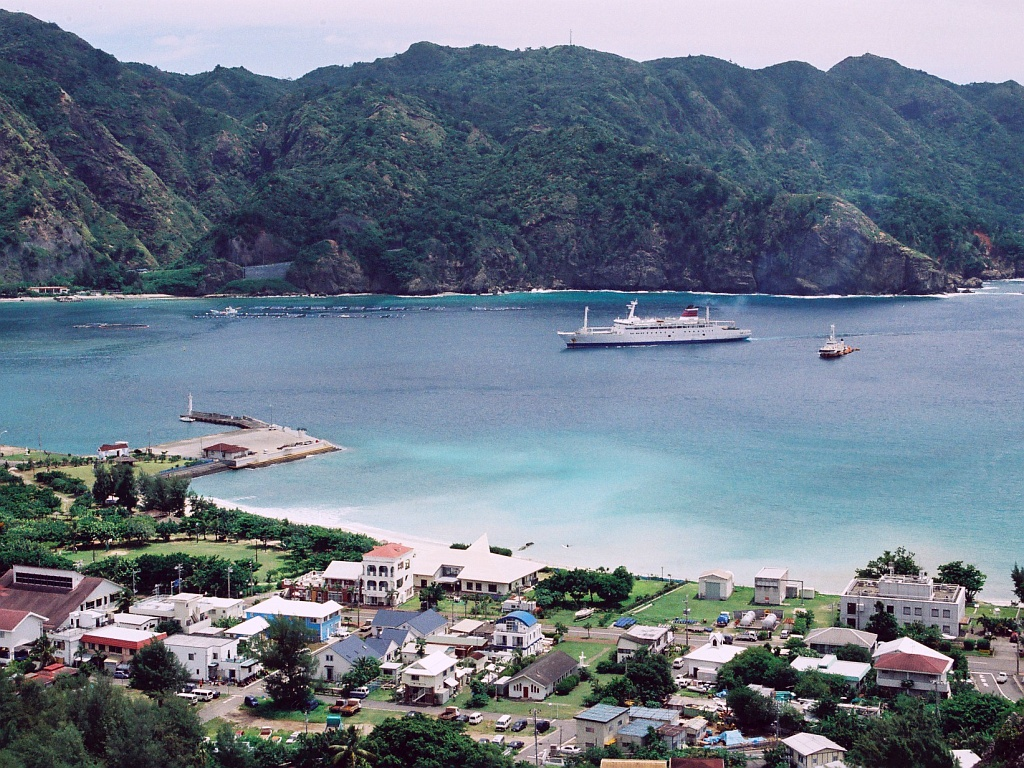
Cảng Futami, đảo Chichijima
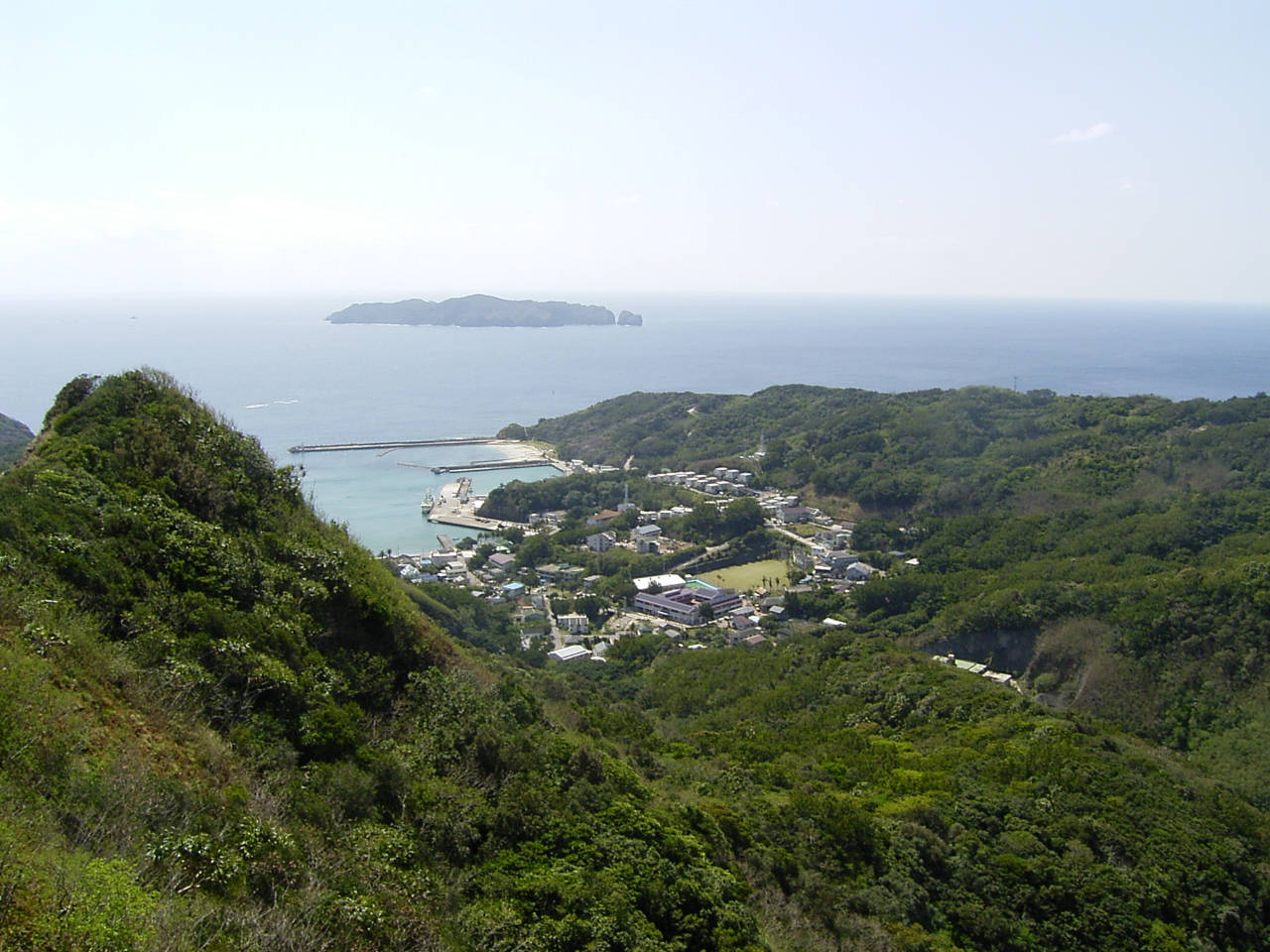
Hahajima
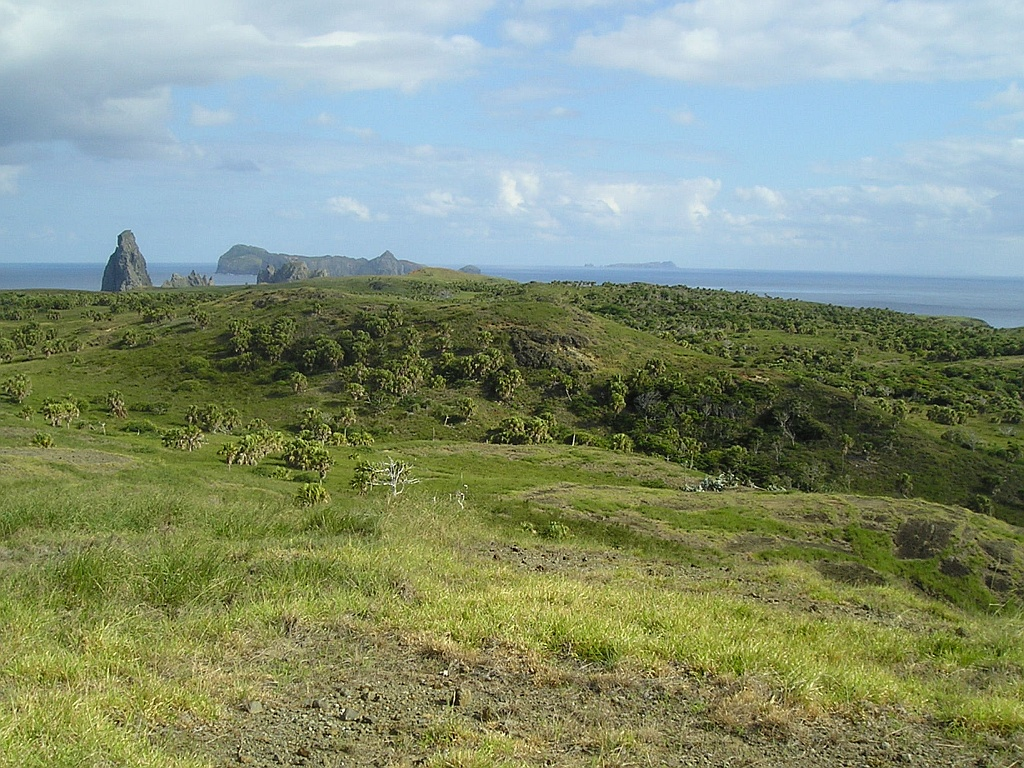
Mukojima